# Принц-регентский торт

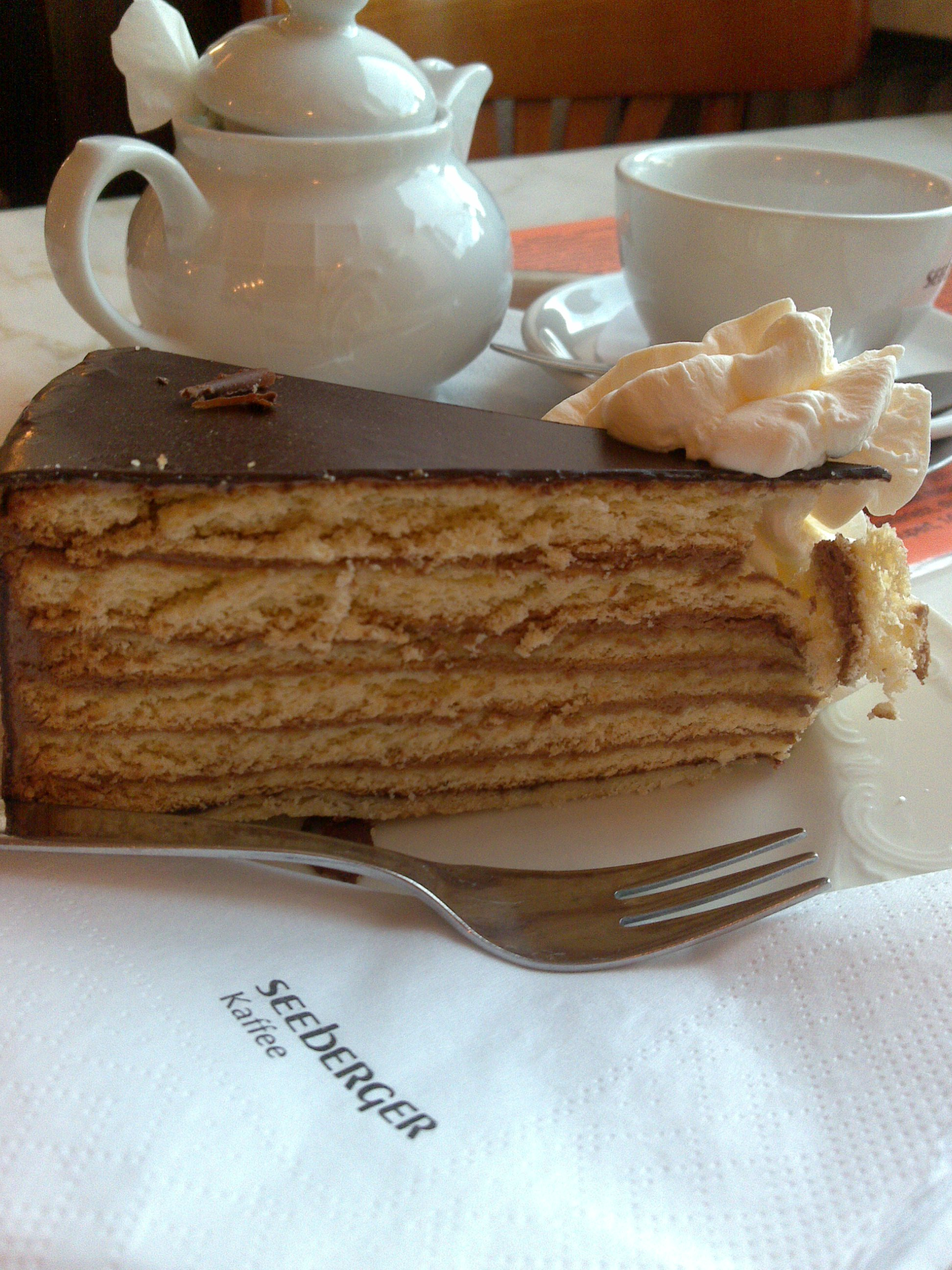
Принц-регентский торт

Принц-регентский торт (нем. Prinzregententorte) — популярный в Баварии шоколадный торт, получивший своё название в честь принц-регента Луитпольда Баварского, управлявшего королевством Бавария с 1886 года. По традиции состоит из восьми очень тонких бисквитных коржей, промазанных шоколадным масляным кремом. Верхний слой принц-регентского торта покрывают абрикосовым повидлом. Слои принц-регентского торта символизировали восемь административных округов Баварии, существовавших до 1946 года: Верхнюю и Нижнюю Баварии, Швабию, Верхний Пфальц, Верхнюю, Среднюю и Нижнюю Франконии, а также Рейнланд-Пфальц. Сверху принц-регентский торт покрывается шоколадной помадкой. Для Мюнхена принц-регентский торт столь же значим, как «Захер» для Вены.
Вопрос об авторстве рецепта принц-регентского торта остаётся спорным и поныне. По одной из версий, первым его приготовил придворный кондитер Генрих Георг Эрбсхойзер, открывший собственную кондитерскую в 1875 году. В 1886 году по случаю 65-летия принц-регента Луитпольда он испёк шоколадный торт по собственному рецепту из восьми символичных слоёв. За свои заслуги Эрбсхойзер был удостоен звания придворного королевского кондитера в 1890 году. Другим претендентом на авторство принц-регентского торта является кондитер Антон Зейдль, который с 1888 года экспериментировал с рецептом торта «Добош» и придумал девятислойный шоколадный торт в честь девяти детей короля Баварии Людвига I. Зейдль якобы даже получил письменное разрешение принц-регента Луитпольда на название своего шоколадного творения «принц-регентским тортом», которое, к сожалению, было потеряно. Альфонс Шубек отдаёт авторство принц-регентского торта придворному повару Роттенхёферу.